# Lombik

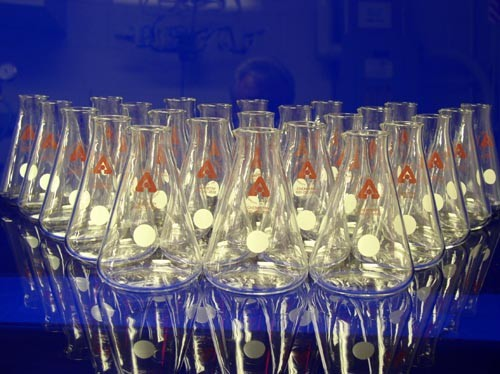
Erlenmeyer-lombikok az Argonne National Laboratory üvegfújó boltjából

A laboratóriumi lombikok laboratóriumi üvegedények, melyeket anyagok tárolására és feldolgozására használunk. A lombik általános név, mellyel több laboratóriumi eszközt jelölünk. Ezen eszközök a legkülönbözőbb alakkal és mérettel rendelkeznek. Közös bennük, hogy van egy szélesebb test részük és tetejükön egy keskenyebb (hengeres) nyitott nyakrészük. A nyaki részen lehet beadagolni, vagy elvenni az anyagokat.
A lombik a görög ambiksz (ἄμβιξ) szóból ered, jelentése: kifelé hajló szélű csésze vagy pohár. Az európai nyelvekben az arab névelős alakból, az al-ambiq-ból terjedt el.
A laboratóriumi lombikokat alakjukon kívül méretük szerint is megkülönböztetjük, leggyakrabban millilitertől pár literig fordulnak elő. A lombikokat más laboratóriumi eszközöknél gyakrabban készítik (leggyakrabban hőálló) üvegből, mivel elsődleges szerepük az anyagok feldolgozásánál (forralás, desztillálás) van. Előfordulnak azonban műanyag lombikok is.
Egyes lombikok, mint a gömblombik, retorta és néha a mérőlombikok belső (vagy női) hengeres üvegcsiszolattal rendelkeznek. Ezen csiszolatok révén összeépíthetők más eszközökkel, amennyiben a csiszolatokat vákuumzsírral is megkenjük egy ilyen rendszer összeszerelése előtt, akkor az egész rendszer vákuum alá helyezhető. Mérőlombikok csiszolatai nem ilyen célt szolgálnak, ezeket a jó lezárhatóság érdekében képezik ki. A csiszolatokba ugyanis csiszolatos üvegdugók is illeszthetők. A nem csiszolatos lombikok lezárása történhet gumi vagy parafa dugóval.
A lombikokat leggyakrabban oldatok készítésére, tárolására, gyűjtésére, egyes esetekben térfogati mérésére használjuk. Gyakran reakciókat viszünk bennük véghez a hozzá tartozó műveletekkel (keverés, melegítés, hűtés, oldás, forralás, kristályosítás vagy desztilláció). A lombikokat a kémiai analízis is használja, leggyakrabban a mérőlombikot és az Erlenmeyer-lombikot.

## A lombikok fajtái
Különböző típusú lombikok fordulnak elő a gyakorlatban, melyeket különböző feladatoknál alkalmazunk. A lombikok leggyakoribb típusai:

Erlenmeyer-lombik
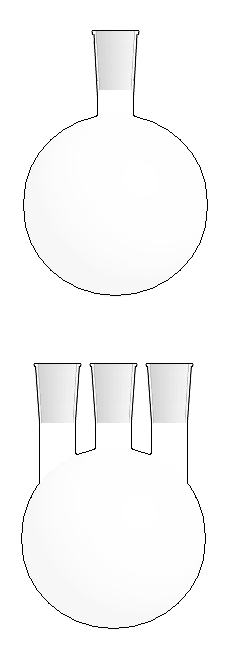
Gömblombik – jellegzetes gömb alakú testtel és a nyakán üveg csatlakozókkal (hengeres normál csiszolattal).
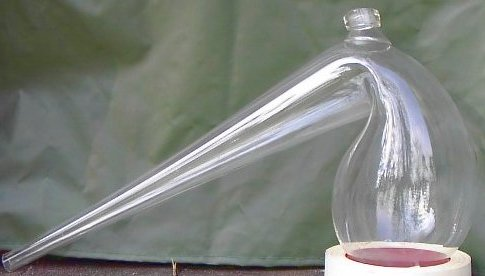
Retorta – egy gömb alakú edény, hosszú nyakkal (ma már visszaszorult a laboratóriumi gyakorlatból).
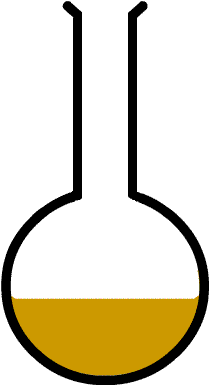
Gömblombik csiszolat nélkül.
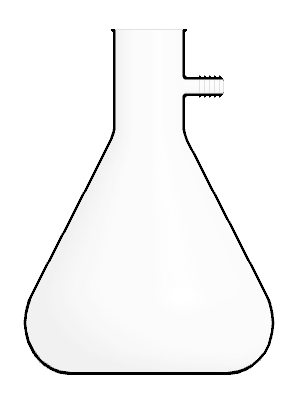
Szívópalack – egy vastagfalú kúpos lombik, mely nyakánál vákuum-csatlakozó van (vákuumszűrésnél használják).
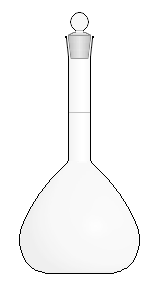
Mérőlombik – nagy pontosságú térfogatmérést tesz lehetővé folyadékok bemérésénél. Körte alakú testéhez egy hosszú keskeny hengeres nyak csatlakozik, melyen vonallal jelzik a térfogatot.
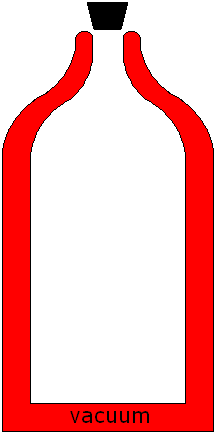
Dewar-edény – egy kettős falú edény, melynek falai között vákuum van. Ez akadályozza a külső és belső tér hőcseréjét, vagyis főként nagyon alacsony hőmérsékletű rendszerek tárolására alkalmas (folyékony nitrogén). A köznyelvben a Dewar-edényt termosznak nevezik.